# Tetraena madecassa
Tetraena madecassa là một loài thực vật có hoa trong họ Zygophyllaceae. Loài này được (H. Perrier) Beier & Thulin mô tả khoa học đầu tiên năm 2003.